# Метт Маккой
Метт Маккой (англ. Matt McCoy; 20 травня 1958) — американський актор.

## Життєпис
Метт Маккой народився 20 травня 1958 року в Остіні, штат Техас. Акторську кар'єру почав у 1979 році. З 1983 по 1984 рік грав одну з головних ролей у першому сезоні серіалу «Ми зробили це». Став популярним після ролі сержанта Ніка Лассарда у фільмах «Поліцейська академія 5: Операція Маямі-біч» (1988) і «Поліцейська академія 6: Місто в облозі» (1989). Знімався у фільмах «Глибинна зірка шість» (1989), «Рука, що качає колиску» (1992), «Таємниці Лос-Анджелеса» (1997), «Національна безпека» (2003), «Огидний» (2006).
Був одружений з Мері Маккой, народилося троє дітей.

## Фільмографія
| Рік       |   | Українська назва                           | Оригінальна назва                         | Роль                      |
| --------- | - | ------------------------------------------ | ----------------------------------------- | ------------------------- |
| 1983—1984 | с | Ми зробили це                              | We Got It Made                            | Девід Такер               |
| 1984      | с | Човен кохання                              | The Love Boat                             | Біллі Бой Бодін           |
| 1988      | ф | Поліцейська академія 5: Операція Маямі-біч | Police Academy 5: Assignment: Miami Beach | Нік Лассард               |
| 1988      | с | Вона написала вбивство                     | Murder, She Wrote                         | Тодд Вендлі               |
| 1989      | с | Зоряний шлях: Наступне покоління           | Star Trek: The Next Generation            | Девінові Рел              |
| 1989      | с | Золоті дівчатка                            | The Golden Girls                          | Ейвері                    |
| 1989      | ф | Глибинна зірка шість                       | DeepStar Six                              | Річардсон                 |
| 1989      | ф | Поліцейська академія 6: Місто в облозі     | Police Academy 6: City Under Siege        | Нік Лассард               |
| 1991      | с | Медсестри                                  | Nurses                                    | доктор Гарольд Міллер     |
| 1992      | с | Громадянські війни                         | Civil Wars                                | Девід Віллерт             |
| 1992      | ф | Рука, що качає колиску                     | The Hand That Rocks the Cradle            | Майкл Бартел              |
| 1993      | ф | Знак Дракона                               | Snapdragon                                | Берні                     |
| 1993      | с | Закон Лос-Анжелеса                         | L.A. Law                                  | Рік Тернер                |
| 1994      | с | Няня                                       | The Nanny                                 | Стів Мінтц                |
| 1994      | с | Район Мелроуз                              | Melrose Place                             | Квінтон Бенсон            |
| 1994      | ф | Ніжне вбивство                             | The Soft Kill                             | Вінні Лупіно              |
| 1995—1997 | с | Сайнфелд                                   | Seinfeld                                  | Ллойд Браунт              |
| 1995      | ф | Важка здобич                               | Hard Bounty                               | Кеннінг                   |
| 1996      | ф | Швидкі гроші                               | Fast Money                                | Джек Мартін               |
| 1996      | ф | Палички і камені                           | Sticks & Stones                           | тато Джої                 |
| 1997      | ф | Таємниці Лос-Анджелеса                     | L.A. Confidential                         | актор Бретт Чейз          |
| 1997      | ф | Апокаліпсис                                | The Apocalypse                            | Суарес                    |
| 1997      | с | Негідники                                  | Men Behaving Badly                        | Джек Брікман              |
| 1998      | с | Грейс у вогні                              | Grace Under Fire                          | Джек                      |
| 1999      | с | Партнери                                   | Partners                                  | Джон                      |
| 1999      | с | Поліція Нью-Йорка                          | NYPD Blue                                 | Трент Кнокс               |
| 1999      | с | Надія Чикаго                               | Chicago Hope                              | Джеремі Гофмейстер        |
| 2000      | ф | Новоприбулі                                | The Newcomers                             | Гері Дохерті              |
| 2000      | с | Профайлер                                  | Profiler                                  | Патрік Гаттон             |
| 2000      | с | Громадянин Бейнс                           | Citizen Baines                            | Артур Кроланд             |
| 2001      | с | Сабріна — маленька відьмочка               | Sabrina, the Teenage Witch                | Келвін                    |
| 2001      | с | Клієнт завжди мертвий                      | Six Feet Under                            | директор похоронного бюро |
| 2003      | ф | Національна безпека                        | National Security                         | Роберт Бартон             |
| 2003      | с | Західне крило                              | The West Wing                             | конгресмен Том Лендіс     |
| 2003—2005 | с | Карнавал                                   | Carnivale                                 | Нед Мансон                |
| 2005      | с | Місце злочину: Нью-Йорк                    | CSI: NY                                   | Мартін Бенсон             |
| 2005—2006 | с | Гафф                                       | Huff                                      | доктор Бернбаум           |
| 2006      | ф | Огидний                                    | Abominable                                | Престон Роджерс           |
| 2006      | с | Реба                                       | Reba                                      | доктор Кастелман          |
| 2007      | с | Студія 60 на Сансет-Стрип                  | Studio 60 on the Sunset Strip             | Расселл                   |
| 2007      | с | Велике кохання                             | Big Love                                  | Дік Паулсон               |
| 2008      | с | Без сліду                                  | Without a Trace                           | суддя Віктор Морган       |
| 2009      | с | Врятуйте Грейс                             | Saving Grace                              | Кейт                      |
| 2011      | с | Шукач                                      | The Closer                                | Кевін Адамс               |
| 2012      | с | Менталіст                                  | The Mentalist                             | директор Снайдер          |
| 2012      | с | Зв'язок                                    | Touch                                     | Ламонт                    |
| 2012      | с | Помста                                     | Revenge                                   | Лайл Джеймсон             |
| 2013      | с | CSI: Місце злочину                         | CSI: Crime Scene Investigation            | Саймон Вебер              |
| 2015      | с | Шепіт                                      | The Whispers                              | Грем Філштейн             |
| 2015      | с | Справжній детектив                         | True Detective                            | Джіллетт                  |
| 2015—2017 | с | Кремнієва долина                           | Silicon Valley                            | Піт Монаган               |
| 2016      | с | Майстри сексу                              | Masters of Sex                            | Арнольд                   |
| 2017      | ф |                                            | The Nth Ward                              | репортер                  |
| 2018      | с | Джек Раян                                  | Tom Clancy's Jack Ryan                    | доктор Надлер             |
| 2019      | ф |                                            | Act of Contrition                         | Бойл                      |
| 2019      | ф |                                            | Adventure Force 5                         | Джонс                     |
| 2020      | с | Ваша честь                                 | Your Honor                                | Армфілд                   |
| 2021      | с | Анатомія Грей                              | Grey's Anatomy                            | Сем                       |
| 2021      | ф | Крижаний драйв                             | The Ice Road                              | Джордж Сайкл              |